# Acacia tanjorensis
Acacia tanjorensis é uma espécie de leguminosa do gênero Acacia, pertencente à família Fabaceae.